# Palyas micacearia
Palyas micacearia är en fjärilsart som beskrevs av Achille Guenée 1858. Palyas micacearia ingår i släktet Palyas och familjen mätare. Inga underarter finns listade i Catalogue of Life.